# I Gotta Feeling
"I Gotta Feeling" és una cançó de la formació estatunidenca Black Eyed Peas publicada com a segon senzill del seu cinquè àlbum The E.N.D.. La cançó va ser remesclada per Dylan "3-D" Dresdow, masteritzada per Chris Bellman i produïda pel DJ francès David Guetta. El grup va llançar dues versions del videoclip durant el mes de juny de 2009, una censurada i una explícita. Dirigit per Ben Mor, els membres del grup apareixen ballant en una festa i després apareixen amb la cara pintada amb pintura fluorescent. El productor David Guetta també realitza un cameo en el videoclip.
Amb més d'un milió i mig de descàrregues digitals als Estats Units, el senzill va debutar en la segona posició de la llista estatunidenca, just darrere del seu anterior senzill "Boom Boom Pow". Al cap de dues setmanes va arribar al capdamunt de la llista succeint el seu primer senzill, fet que només han aconseguit tres grups (The Beatles, Boyz II Men i Outkast) durant tota la història.
El 2022 Els Catarres va versionar la cançó per el disc de La Marató TV3 amb el títol: JA HO INTOEIXO.

## Llista de cançons
Senzill Promo CD
1. "I Gotta Feeling (Radio)" – 4:07
2. "I Gotta Feeling (LP)" – 4:54
3. "I Gotta Feeling (Instrumental)" – 4:52

Invasion of I Gotta Feeling - Megamix EP
1. "I Gotta Feeling (David Guetta's FMIF Remix)" – 6:12
2. "I Gotta Feeling (Printz Board vs. Zuper Blahq Remix)" – 5:04
3. "I Gotta Feeling (Laidback Luke Remix)" – 6:28
4. "I Gotta Feeling (Zuper Blahq Remix)" – 5:48
5. "I Gotta Feeling (Taboo's Broken Spanglish Remix)" – 4:51

CD senzill (Austràlia)
1. "I Gotta Feeling"
2. "Boom Boom Guetta" (David Guetta's Electro Hop Remix)

## Posicions en llista
| Chart (2009)             | Peak position |
| ------------------------ | ------------- |
| Austràlia                | 1             |
| Canadà                   | 1             |
| Alemanya                 | 3             |
| Japó                     | 1             |
| Espanya                  | 1             |
| França                   | 2             |
| UK Singles Chart         | 1             |
| U.S. Billboard Hot 100   | 1             |
| U.S. Billboard Pop Songs | 1             |

## Guardons
Nominacions
- 2010: Grammy a la gravació de l'any